# Стивън Сомърс
Стивън Сомърс (Stephen Sommers) е американски филмов режисьор и сценарист, известен с филмите Мумията и Мумията се завръща.

## Биография
Стивън Сомърс е роден на 20 март 1962 в Индианаполис, Индиана. През 1980 завършва Университета на Севиля и следващите четири години прекарва в обикаляне на Европа и менажиране на музикални групи. Когато се завръща в Щатите се мести в Лос Анджелис и се записва да учи филмова режисура. Първият му филм е тийнейджърския Catch Me If You Can, който се завърта на голям екран само в Европа, а в САЩ дебютира направо на DVD, но печели внушителните 6 милиона $ (при бюджет 300 000$).
През 1993 обаче Сомърс банкрутира и е изправен пред опасността да загуби и къщата си заради дългове. Притиснат от кредитори подписва договор с Уолт Дисни Пикчърс за два филма „Приключенията на Хък Фин“ (1993) и „Книга за джунглата“ (1994). Между двата филма се жени за съпругата си Джейна през юли 1993, с която имат две дъщери. Същевременно започва работа и като щатен сценарист в Hollywood Pictures, дъщерна компания на Уолт Дисни Пикчърс.
През 1999 е поканен да режисира и напише сценария на „Мумията“, който се превръща в световен хит. Продължението Мумията се завръща две години по-късно е също успешно и утвърждава името на Сомърс. През 2002 продуцира и пише сценария на
Кралят на скорпионите (част от историята за Мумията), а през 2004 режисира Хю Джакман и Кейт Бейкинсел във Ван Хелсинг.
През 2009 отново се връща към любимия си сюжет като продуцира "Мумията: Гробницата на императора дракон" с Джет Ли.